# Hans Kraus (Fußballspieler)
Hans Kraus (* 2. März 1943) ist ein ehemaliger deutscher Fußballspieler, der als Aktiver des VfR Mannheim im Jahre 1963 zwei Spiele in der deutschen Fußballnationalmannschaft der Amateure absolviert hat.

## Laufbahn

### Verein, bis 1966
Der aus der Jugendabteilung über die Amateurmannschaft in die Vertragsspielermannschaft gekommene Nachwuchsspieler Hans Kraus absolvierte am 24. März 1963 beim Heimspiel gegen Schwaben Augsburg auf der linken Verteidigerposition sein Debütspiel für den VfR Mannheim in der Oberliga Süd. Trainer Helmut Kronsbein setzte beim 3:1-Sieg in der Abwehr neben Kraus auf Torhüter Hans Benzler, Verteidiger Norbert Spiesberger und Mittelläufer Hans-Jürgen Wäckerle. Sein fünftes und letztes Oberligaspiel in der Saison 1962/63 bestritt Hans Kraus am 21. April 1963 bei der 2:4-Niederlage bei der SpVgg Fürth. Dabei bildete er zusammen mit Günther Schreck das VfR-Verteidigerpaar. 
Der VfR Mannheim spielte ab der Runde 1963/64 in der Regionalliga Süd. Hans Kraus kam einschließlich der Saison 1965/66 unter den Trainern Hans Pilz, Kurt Keuerleber, Helmut Ullmann und Oswald Pfau auf 53 Einsätze und beendete im Sommer 1966 seine höherklassige Laufbahn.

### Auswahlberufungen, 1963
DFB-Trainer Helmut Schön nominierte im Mai 1963 den 20-jährigen Hans Kraus für den Kader der deutschen Amateurfußballnationalmannschaft für das Jubiläumsturnier (100-jähriges Jubiläum der englischen Football Association) in England. Am 20. Mai in North Shields gegen Frankreich und am 22. Mai in Sunderland im Finale gegen Schottland bestritt das Mannheimer Defensiv-Talent zwei Länderspiele in der DFB-Elf. Kraus vertrat in der Verteidigung den verletzten Kapitän Hermann Michel. Er spielte in der Abwehr zusammen mit Sepp Maier, Walter Liebich, Walter Birkhold, Wilhelm Zott und Horst Kunzmann.
Am 23. Juni 1963 bildete er zusammen mit Gustav Witlatschil vom Karlsruher SC das Verteidigerpaar beim inoffiziellen Länderspiel der DFB-Junioren gegen Japan A in Augsburg. Peter Kunter vom Freiburger FC hütete beim deutschen 5:0-Sieg das Tor.